# جرمان عياش
جرمان عياش (بالفرنسية: Germain Ayache)‏ (1915 -1990)، هو مؤرخ مغربي ولد بمدينة السعيدية سنة 1915 لعائلة يهودية مغربية. نال شهادة التبريز في الآداب الكلاسيكية الأوروبية في بوردو الفرنسية سنة 1935، ثم إلتحق بثانوية اليوطي بالرباط مدرسا. ثم رجع إلى فرنسا، ليعود إلى المغرب في فجر الاستقلال. فالتحق بشعبة التاريخ بكلية الآداب في الرباط سنة 1957. من أشهر آثاره كتاب «أصول حرب الريف»، «دراسات في تاريخ المغرب» وتوفي بمدينة نيس في 3 أغسطس 1990.